# Arteria testicularis
De arteria testicularis is de slagader naar de zaadbal. Er zijn twee slagaders, een voor elke zijde. Het zijn twee dunne bloedvaten die vrij lang zijn. De oorsprong bevindt zich in de aorta abdominalis, net onder de nierslagaders.

## Verloop
De arteriae testiculares lopen schuin naar beneden toe, achter het buikvlies (peritoneum) langs. Ze verlopen over de musculus psoas major. Beide arteriën kruisen schuin over de urineleiders (ureter) en het onderste deel van de arteria iliaca externa om vervolgens de opening van het lieskanaal, de anulus inguinalis profundus, te bereiken. De arterie loopt door de zaadstreng en komt aan de andere kant van het lieskanaal, de anulus inguinalis superficialis, uit in het scrotum. Hier wordt het verloop kronkelend en ontstaan er vertakkingen.

## Bloedvoorziening
Twee à drie vertakkingen voorzien de zaadleider, de ductus deferens en de bijbal, de epididymis. Deze takken vormen verbindingen met vertakkingen van de arteria ductus deferentis. Deze twee arteriën verzorgen dus samen de bloedvoorziening van deze structuren.
Andere vertakkingen lopen dwars door de tunica albuginea, een laag van het kapsel van de testikel, en voorzien de zaadbal van bloed.
Meestal zorgen één of twee vertakkingen ook voor de bloedvoorziening van de ureter. In het lieskanaal zijn er ook één à twee vertakkingen naar de musculus cremaster.